# جایزه افیجی نوبورو
جایزه افیجی نوبورو (به انگلیسی: Ōfuji Noburō Award) یک جایزه انیمیشن است که در جایزه فیلم ماینیچی اهدا می‌شود. این نام از انیماتور ژاپنی افیجی نوبورو گرفته شده‌است.

## برندگان
- 1962 - Tale of a Street Corner (ある街角の物語 Aru Machi Kado no Monogatari؟) از تزوکا اوسامو
- 1963 - Wanpaku Ōji no Orochi Taiji
- 1965 - Ai
- ۱۹۷۹ - قلعه کاگلیوسترو
- 1981 - Gauche the Cellist
- 1983 - Barefoot Gen
- ۱۹۸۴ - نائوشیکا از دره باد (فیلم)
- 1985 - Night on the Galactic Railroad
- ۱۹۸۶ - لاپوتا قلعه‌ای در آسمان
- ۱۹۸۸ - همسایه من توتورو
- ۱۹۹۵ - خاطرات (「MEMORIES」大友克洋) از کاتسوهیرو اوتومو
- 1996 - Rusuban (るすばん) از N&G Production
- 1998 - Mizu no Sei Kappa Hyakuzu (水の精河童百図) از Shirokumi
- ۱۹۹۹ - پیرمرد و دریا (「老人と海」アレクサンドル・ペトロフと技術スタッフ) از الکساندر پتروف (پویانما)
- 2000 - Blood: The Last Vampire از Hiroyuki Kitakubo/پروداکشن آی. جی
- 2001 - Kujira Tori (くじらとり) از استودیو جیبوری
- ۲۰۰۲ - بازیگر هزاره (千年女優 Sennen Joyū) از ساتوشی کن/مدهاوس (استودیو)
- ۲۰۰۳ - روزهای زمستان (冬の日 Fuyu no Hi)
- 2004 - Mind Game (マインド・ゲーム) از Masaaki Yuasa/Studio 4°C
- 2005 - tough guy! از Shintarō Kishimoto
- 2006 - تکونکینکریت (鉄コン筋クリート Tekkon Kinkurīto؟) از Michael Arias/Studio 4°C
- 2007 - A Country Doctor (カフカ 田舎医者) از Kōji Yamamura
- ۲۰۰۸ - پونیو روی صخره کنار دریا (崖の上のポニョ, Gake no Ue no Ponyo) از هایائو میازاکی/استودیو جیبوری
- 2009 - Denshin-Bashira Elemi no Koi از Hideto Nakata/Sovat Theater
- 2010 - بدون جایزه
- 2011 - 663114 از Isamu Hirabayashi
- 2012 - صلح کوتاه (火要鎮) از کاتسوهیرو اوتومو[۱]
- 2013 - The Moon That Fell Into the Sea (海に落ちた月の話) از Akira Oda[۲][۳]
- 2014 - Crazy Little Thing (澱みの騒ぎ) از Onohana
- 2015 - Datum Point (水準原点) از Ryo Orikasa
- 2016 - In This Corner of the World (この世界の片隅に) از سوناو کاتابوچی
- 2017 - Lu Over the Wall (夜明け告げるルーのうた) از Masaaki Yuasa
- 2018 - Liz and the Blue Bird (リズと青い鳥) از نائوکو یامادا
- 2019 - A Japanese Boy Who Draws (ある日本の絵描き少年) از Masanao Kawajiri
- 2020 - On-Gaku: Our Sound (音楽) از Kenji Iwaisawa